# Viktor Lampl
Viktor Lampl (28. března 1889 Jimramov – 7. března 1942 Praha) byl český, německy hovořící architekt a stavební podnikatel.

## Život
Narodil se 24. března 1889 v Jimramově, jako syn Karla Lampla a Emilie, rozené Müllerové (1856–1924). Měl sestru a tři bratry.
Dne 3. května 1913 byl na Německé vysoké škole technické v Praze promován na stavebního inženýra. Spolu s titulem ing. užíval i titul dr. S Otto Fuchsem byl společníkem pražské stavební firmy Lampl a Fuchs.
Zemřel v Praze–Karlíně, dříve, než ho stačil pro židovský původ postihnout osud jeho rodiny.

### Rodinný život – vyvraždění rodiny
Viktor Lampl byl ženat, dne 28. března 1920 se v Praze–Karlíně oženil se Zdenkou, rozenou Reitlerovou (1889–1942), se kterou měl syna Petra Eduarda (1925–1942). Rodina bydlela v Karlíně, v Královské třídě 23 (nyní Sokolovská).
Manželka i syn se stali v roce 1942 oběťmi holocaustu. Zavražděni byli i sourozenci Berta Schuftanová (rozená Lamplová) a Richard Lampl

## Zajímavost
V roce 1930 byl Viktor Lampl jmenován vyslanectvím republiky Kuba stavebním radou.

## Dílo

### Realizované stavby
Firma Lampl a Fuchs realizovala vlastní stavby i přístavby, pro některé zakupovala vlastní pozemky.
Podrobnosti o stavbách jsou uvedeny v článku Lampl und Fuchs.